# Abbas (photographe)
 (3 octobre 2015).
Pour les articles homonymes, voir Abbas.
Abbas, de son nom complet Abbas Attar (en persan : عباس عطار), né le 29 mars 1944 à Khash (Baloutchistan iranien) et mort le 25 avril 2018 à Paris, est un photographe franco-iranien.
Photojournaliste à partir des années 1970 avec des reportages sur le Biafra, les guerres du Vietnam, du Moyen-Orient et de l’Afrique du Sud, il est reconnu pour ses essais sur les religions.
Après avoir été  membre de Sipa Press de 1971 à 1973, puis de Gamma de 1974 à 1980, il rejoint Magnum Photos en 1981 et en devient membre en 1985.

## Biographie
De 1970 à 1978, Abbas publie dans les magazines internationaux, les conflits politiques et sociaux des pays du Sud, dont le Biafra, le Bangladesh, le Viêt Nam, le Moyen-Orient, le Chili, l'Afrique du Sud avec un essai remarqué sur l’apartheid. Il couvre la révolution iranienne au cours des deux années suivantes, travail qu'il publie dans un livre Iran, la révolution confisquée, paru en 1980, et qui lui vaudra de ne pouvoir retourner dans son pays natal pendant un certain temps.
De 1983 à 1986, il voyage au Mexique, photographie le pays, en faisant une narration picturale de sa représentation contemporaine pour son voyage. Une exposition et un livre (Return to Mexico, journeys beyond the mask – W.W. Norton, 1992), qui comprend des extraits de son journal de voyage, cadrent ses recherches esthétiques.
De 1987 à 1994, du Xinjiang au Maghreb, il photographie la résurgence de l’Islam. Avec le désir de comprendre les tensions internes qui tiraillent les sociétés musulmanes, son livre Allah O Akbar, voyages dans l’islam militant (Phaidon, 1994) expose les contradictions entre une idéologie qui s’inspire d’un passé mythique, et le désir universel pour la modernité et la démocratie.
De 1995 à 2000, il parcourt des terres ancestrales du christianisme et retourne en Iran en 1997 après son exil de l'année 1980. Quand l’an 2000 s’impose au calendrier universel, cette religion devient le symbole de la toute-puissance de l’Occident. Son livre Voyage en Chrétientés (Éditions de La Martinière, 2000) évoque cette religion avec son inférence politique et spirituelle pour la civilisation, sans négliger ses rituels.
De 2000 à 2002, il photographie des pratiques animistes à travers le monde : dans notre monde en devenir, que la science et la technologie transforment profondément, pourquoi le retour en force de l’irrationnel ? Il abandonne ce projet au premier anniversaire des attentats du 11 septembre 2001 à New York. Il publie en 2002 Iran Diary 1971-2002 (Autrement, 2002), une interprétation critique de l’histoire de son pays, photographiée et écrite comme un journal personnel.
Son livre Au Nom de Qui ? Le monde musulman après le 11-septembre (Éditions du Pacifique, 2009) explore la montée du jihadisme.
En 2008, il entreprend une exploration de la culture du bouddhisme avec scepticisme. Ce travail aboutit en 2011 au livre Les Enfants du lotus, voyage chez les Bouddhistes.
En 2013, il achève un voyage de trois ans ayant eu pour thème l'hindouisme.
Abbas eut également travaillé au sujet de la culture du judaïsme à travers le monde.
En avril 2018, un mois à peine avant la mort du photographe, Kamy Pakdel réalise Abbas by Abbas, film documentaire sur son œuvre et sa vie, diffusé par LCP en décembre 2019.
Abbas meurt le 25 avril 2018 à Paris, des suites d’une longue maladie, à l’âge de 74 ans,.
En 2023, l'association Reporters sans frontières publie dans le cadre de ses albums pour la liberté de la presse, « Abbas, 100 photos pour la liberté de la presse ».

### Citation
Au propos de photographie, Abbas eût écrit : « Aujourd’hui, ma photo est une réflexion qui se concrétise dans l’action et aboutit à une méditation. La spontanéité — le moment suspendu — intervient pendant l’action, à la prise de vue. Une réflexion sur le propos la précède. Une méditation sur la finalité la suit. C’est là, pendant ce moment exaltant et fragile, que s’élabore la véritable écriture photographique : la mise en séquence des photos. Le souffle de l’écrivain est alors nécessaire à cette entreprise. Le photographe, n’est il pas celui qui « écrit avec la lumière » ? Mais à la différence de l’écrivain qui possède son verbe, le photographe est, lui, possédé par sa photo, par la limite du réel qu’il doit transcender pour ne pas en devenir prisonnier. »

## Expositions individuelles
- 1972 : Ganvié People, Falomo, Nigeria
- 1977 : Rétrospective, Galerie Litho, Téhéran
- 1977 : Ce jour-là, Galerie FNAC, Paris
- 1978 : Le reportage d'agence, Rencontres d'Arles
- 1980 : Iran, la révolution, musée d’art contemporain, Téhéran
- 1980 : Darvazeh Ghar Mosque, Téhéran
- 1980 : Fundacao Cultural, Rio de Janeiro
- 1982 : Citizen of the Third World, Photographer’s Gallery, Londres
- 1982 : Open Eye Gallery, Liverpool
- 1983 : Rétrospective, Consejo de Fotogragia, Mexico
- 1984 : Rétrospective, galerie ARPA, Bordeaux
- 1986 : Votez pour Moi, galerie Magnum, Paris
- 1991 : Rétrospective, Imagina, Almeria, Espagne
- 1992 : Retours à Mexico, centre culturel du Mexique, Paris
- 1992 : Maison pour Tous, Calais
- 1994 : Retornos a Mexico, Centro Nacional de la Fotografia, Mexico
- 1999 : Islamies, Place Royale, Bruxelles
- 1999 : Islamies, Institut du monde arabe, Paris
- 1999 : Chrétiens, Maison de la photographie, Moscou
- 1999 : Chrétiens, Eberhardskirche, Stuttgart
- 2002 : Iran, the revolution, The Grey Gallery, New York
- 2002 : Viaggio negli Islam del mondo, Palazzo Vecchio, Florence
- 2002 : Iran Diary, Visa in Perpignan
- 2003 : Visiones de l’Islam, la Caixa, Gérone, Grenade, Pampelune et Palma de Majorque
- 2004 : Iran, Haus der Kulturen der Welt, Berlin
- 2004 : Resurgence of Shias, Visa in Perpignan
- 2004 : Ya Saddam, Noorderlicht, Leeuwarden
- 2004 : Islams, Nations unies, New York
- 2005 : Sur la Route des Esprits, La Chambre claire, Paris
- 2006 : The Children of Abraham, Nobel Peace Center, Oslo
- 2006 : Islams and Shias, Vicino/Lontano, Udine
- 2007 : The Children of Abraham, Groningue et Amsterdam
- 2008 : Les Enfants d’Abraham, Institut français de Fès, Maroc
- 2008 : The Children of Abraham, Jardin botanique, Bruxelles
- 2009 : Au Nom de Qui ?, Magnum Gallery, Paris — Visa, Perpignan — galerie Polka, Paris
- 2011 : Abbas, 45 Years in Photography, The National Museum of Singapore, Singapour
- 2014 : Faces of Christianity, Guernsey Photo Festival, Guernesey
- 2014 : Between Myth and Ideology, from the lifework of Abbas, Stadthaus, Ulm
- 2015 : Children of Abraham, The Arthur Ross Gallery, Philadelphie
- 2016 : Shanghai International Photo Festival, Shanghaï

## Publications
- Iran, la révolution confisquée, Clétrat, Paris, 1980
- Retornos a Oapan, FCE Rio de Luz, Mexico, 1986
- Return to Mexico, W.W.Norton, New York, 1992
- Allah O Akbar: A Journey Through Militant Islam, Phaidon, Londres, 1994
- Allah o Akbar, Voyages dans l'islam militant, Phaidon, Paris, 1994
- Allah O Akbar - Viaggio negli islam del mondo, Contrasto, Italie, 1994
- Voyage en Chrétientés, Éditions de La Martinière, Paris, 2000
- Iran Diary 1971-2002, Autrement, Paris, 2002
- Abbas, I grandi Fotografi di Magnum, Hachette, Milan, 2005
- Sur la route des esprits, Delpire, Paris, 2005
- IranDiaro: 1971-2005, Saggiatore, Italie, 2005
- The Children of Abraham, (catalogue), Intervalles, Paris, 2006
- Au Nom de Qui ? Le Monde musulman après le 11-Septembre[7], Paris, 2009
- Ali, le Combat, Éditions Sonatines, Paris, 2011
- Les Enfants du lotus, voyage chez les bouddhistes, Éditions de La Martinière, Paris, 2011
- Darklight : a joint exhibition by Abbas/Magnum & Melisa Teo., Singapore, 2902 Gallery, 2011  (ISBN 978-9-81089-793-2)
- Les Dieux que j'ai croisés, voyages parmi les hindous, Phaidon, 2016
- Abbas, t. 72, Reporters sans frontières (RSF) / édition illustrée, coll. « 100 photos pour la liberté de la presse », 9 mars 2023, 144 p. (ISBN 978-2362200915)[8].

## Hommage
Le 29 mars 2024, un Google Doodle lui est consacré à l'occasion du 80e anniversaire de sa naissance,.